# Amfibiekrigföring

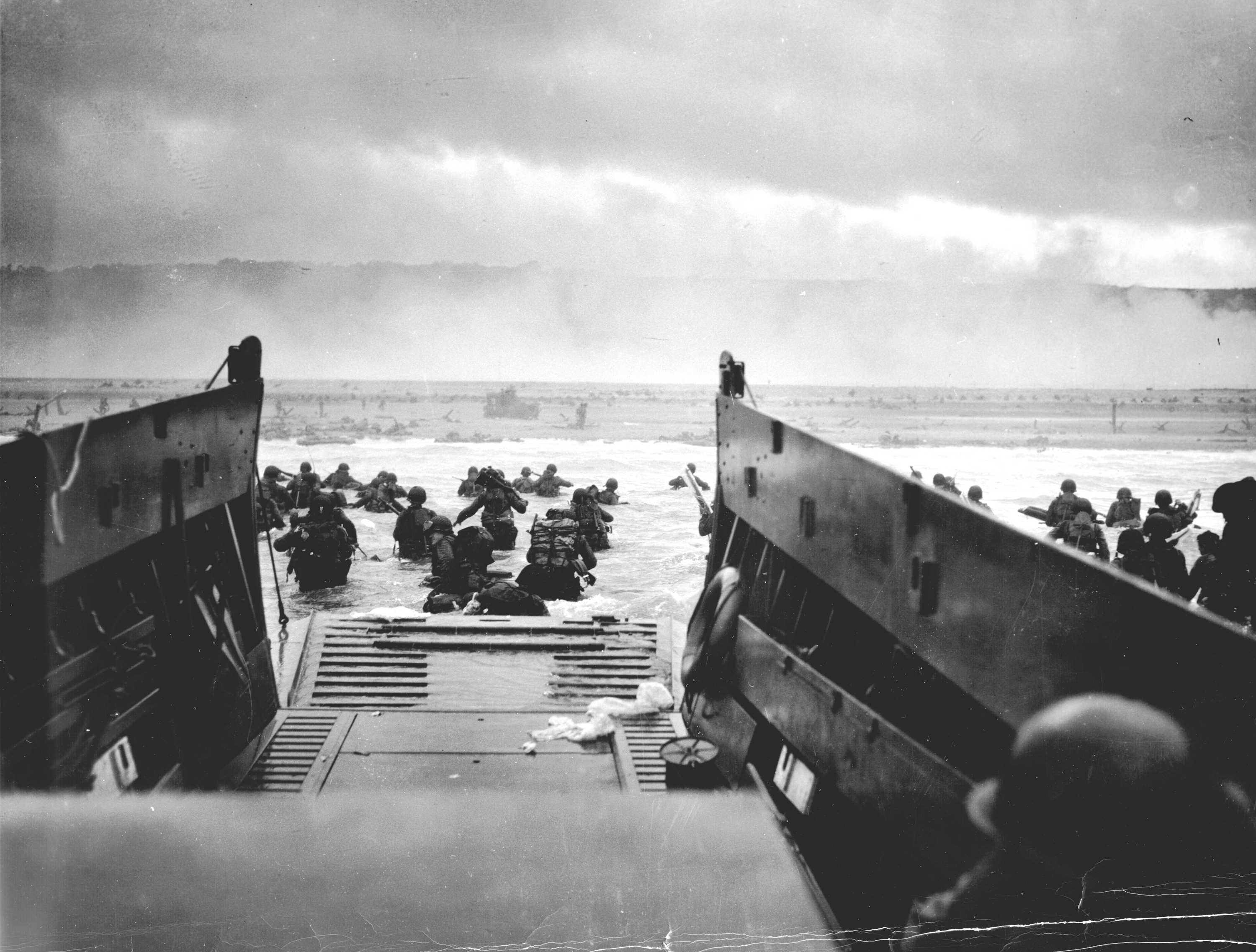
En landstigningsfarkost från den amerikanska kustbevakningen släpper iland amerikanska trupper på Omaha Beach på D-dagen.

Amfibieoperation, militär operation i vilken armé- och marinstridskrafter samverkar, till exempel landstigningoperationer och truppförflyttningar över vatten. Amfibiekrigföringen, främst de stora landstigningarna i Nordafrika, Europa och på ögrupperna i Stilla Havet, är ett av andra världskrigets mest karakteristiska drag. Den gav upphov till en helt ny teknisk-taktisk utveckling innebärande bland annat nykonstruktion av landstigningsfarkoster och -fartyg samt organiserande av särskilda stöttrupper; Commandos och Rangers.